# 킵의 장치

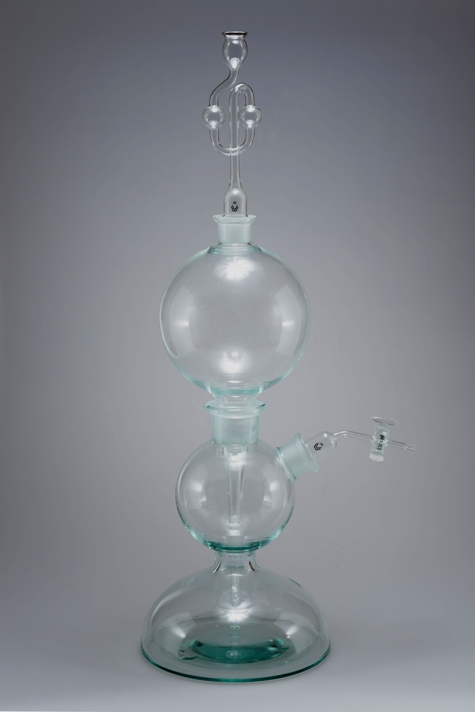
마개와 발효 잠금 장치가 있는, 비어있는 킵의 장치

킵의 장치(Kipp's apparatus) 또는 킵 발생기(Kipp generator)는 소량의 기체를 준비하기 위해 설계된 장치이다. 이는 1844년경 네덜란드 약사 페트루스 야코부스 키프(Petrus Jacobus Kipp)에 의해 발명되었으며 20세기 후반까지 화학 실험실과 학교 시연용으로 널리 사용되었다.
나중에는 대부분의 기체를 작은 가스용기에서 사용할 수 있게 되었기 때문에 적어도 실험실에서는 더 이상 사용되지 않게 되었다. 이러한 산업 가스는 추가 처리 없이 처음에 킵의 장치에서 얻은 가스보다 훨씬 더 순수하고 건조하다.